# Bjリーグドラフト会議
bjリーグドラフト会議（ビージェイリーグドラフトかいぎ）とは、日本のプロバスケットボール・bjリーグにおいて、新人選手獲得のために行われていた会議（ドラフト会議）である。

## 概要
この会議は毎年5月または6月に株式会社日本プロバスケットボールリーグが主催し、大学・実業団・クラブチームなどの選手との契約交渉権をbjリーグに所属する球団に振り分けるものであった。
- bjリーグにおけるドラフト指名の対象は、リーグが主催するトライアウトに合格かつbjリーグ球団とプロ契約を交わした経歴がない選手となっている（前年度アーリーチャレンジ制度による選手も含む）。
- 各球団は獲得希望選手を指名して優先交渉権を獲得する。なおドラフト指名権はトレードにより譲渡することができる。
- ドラフト指名を受けた選手の契約はA契約となる。

## ドラフトの変遷

### 2005年
- リーグ初年度につき指名順を抽選によって決定。奇数巡目と偶数巡目で指名順を逆にする。
- 既存球団がプロテクトを行った場合、超過した人数分だけドラフト会議での指名巡目が後になる。ただし他球団が放棄した場合次の巡目から指名できる。
- 優先交渉権は3シーズン後のドラフトまで有効。
  - 有効期間が切れて失効した場合は、他球団がリーグが定める手続きを踏んだ上で交渉ができる。
  - 優先交渉権の放棄はできない。ただし、トレードは可。

### 2006年
- 前年度の順位により、奇数巡目は下位チームから、偶数巡目は上位チームからそれぞれ順に指名するクロスウェーバーとなる。
- 新規参入球団は希望する順番で参加することができる。
- 既存球団はエクスパンション・ドラフトで3名より多くプロテクトを行うと、超過した人数分だけドラフト会議での指名巡目が後になる。

### 2007年-2011年

#### 新人ドラフト
2007年からのドラフトは理念である「実力伯仲」を合言葉にルール変更を行った。
- シーズン成績下位から指名するストレートウェーバー方式となる。まず、新規参入球団より指名を開始。続いてシーズン成績下位から順に指名していく。
  - 2007-08シーズンより東西カンファレンス制に移行したため、勝率下位からの指名順となる（4位以内はファイナル4の結果より）。
- 新規参入の順番はエクスパンション・ドラフトでの指名及びプロテクトが少ない方が指名上位となる。同数の場合は抽選で順番を決定。
- 既存球団（他リーグからの転籍含む）は過去2年（2008年は過去3年）のファイナル4出場回数に応じてプロテクト基準値が設定され、その基準値を超過した人数分だけドラフト会議での指名巡目が後になる。
  - 基準値は2回出場→1人、1回出場→2人、出場なし→3人。
  - 例えばファイナル4に過去1回のみ出場し、4人プロテクトした場合は、基準値より2人超過しているため3巡目からの指名となる。

#### 育成ドラフト
2009年より新設。新人ドラフト後に残った合同トライアウト参加者を対象に行う。
- 指名順位は新人ドラフトと同様。ただし新規参入の指名順は抽選。
- 6月30日まで球団は指名選手に対して契約条件を書面で提示し、7月31日まで優先交渉権を持つ。
- 期限までに契約に至らない場合は、他球団も該当選手と交渉することが可能になる。

### 2012年以降のドラフト制度

#### 新人ドラフト
2012年よりルールを大幅に変更。
- アーリーエントリー選手と契約した球団は1巡目指名権なし。
- 1巡目指名はNPBドラフトでも採用されている入札抽選方式となる。1巡目指名権を持つ全球団が一斉に指名選手を提出し、重複した場合は抽選により交渉権獲得球団を決定する。抽選の結果、交渉権を獲得出来なかった球団は改めて同様に1巡目指名を行う。
- 2巡目以降は従来どおりストレートウェーバー方式となる。
- 1巡目指名を放棄した球団も2巡目以降を指名することができる。
- 1巡目指名選手の優先交渉権は3シーズン後のドラフトまで有効。
- 2巡目以降の指名選手の優先交渉権は当該年7月31日までとする。
- 2014年からは新規参入チームを対象とした「新規チーム枠（0巡目）」を導入。

#### ドラフト外
- ドラフトで指名されなかった選手でも、合同トライアウトに参加した者であれば、球団毎のチームトライアウト等を経て、それぞれのチームに入団する事も可能。
- ドラフト外の選手は1シーズン目はB契約としてプレーする事になる。
- 選手契約に至らなかった場合でも練習生として契約を交わし、シーズン直前あるいはシーズン中に選手に昇格する場合もある。

## 各年度のドラフト

### 2005年
- 指名順は抽選の結果、奇数巡目は大分、埼玉、仙台、新潟、大阪、東京、偶数巡目はその逆の指名順となった。
- 新潟は既存選手5人のプロテクトを行ったため、本来なら6巡目からとなっていたが、東京が3巡目の指名権を放棄したため、4巡目から指名に加わった。
- 初年度は6球団で合計26名が指名された。最多指名は大分の7名であった。

### 2006年
- 埼玉・東京・大分は1人も指名しなかった。新規参入の富山は5名、高松は最多の6名指名した。合計17名が指名された。
- 新潟は5名プロテクトしたため3巡目からの指名となった。
- アーリーチャレンジ制度導入後初のドラフトとなったが、制度適用3選手のうちドラフト指名されたのは富山の陰承民のみであった。庄司和広はドラフト外で地元の埼玉ブロンコスに再契約[1]、上山博之はJBLの日立サンロッカーズへ移籍した。
- 元日本代表の石橋貴俊がドラフト史上最高齢となる37歳で富山に指名された。

### 2007年
- 富山は仲村直人とのトレードに伴い大阪より1巡目指名権譲渡を受けた。
- プロテクト基準値は大阪・新潟→1人、仙台・東京・大分・高松→2人、埼玉・富山→3人となった。ただし大阪はドラフト1巡目指名権を富山に譲渡したためプロテクトは1名に限定された。
- エクスパンション・ドラフトの結果、琉球が1番目、福岡が2番目の指名となった。
- 指名選手はわずか7名でアーリーチャレンジ3名の他4名は全員社会人であった。琉球の3名が最多で、福岡は2名。そのうち、琉球から指名された田中健はJBL2の栃木ブレックスへ入団、アーリーチャレンジから福岡に指名された中川和之も米国プロリーグ挑戦のためシーズン途中で入団。
- 既存球団で指名に加わったのは東京のみであった。そのうち東京が1巡目指名した仲村直人の優先交渉権は城宝匡史とのトレードで大阪に移った。
- 背景には同年より日本バスケットボールリーグ（新JBL）が発足されたのに加え世界選手権代表の竹内公輔・譲次兄弟などゴールデン・エイジと呼ばれる大卒新人の多くがJBLに流れたこともある。
- 成績によってプロテクト制限するドラフト制度へ変更したため、実際には1巡目から参加するか既存選手をキープするかの2択になってしまったこと、またトライアウトも3年目となり求められるレベルが高くなったのも大きい。

### 2008年
- プロテクト基準値は大阪→1人、仙台・新潟・東京・大分・高松・福岡→2人、埼玉・富山・沖縄・浜松→3人となった。
- 浜松は6人の選手をプロテクトしたため4巡目からの指名参加となり、もう一つの新規参入球団である滋賀が最初の指名順となる。
- 指名選手は12名で、大阪・大分・福岡・浜松は1人も指名せず。浜松は4巡目からの指名のため事実上の指名断念となった。滋賀は最多の4名指名したが、そのうち三浦正和は入団に至らずホシザキ電機に残留した。大卒選手はアーリーチャレンジ選手を含め6名、JBLからは5名が指名された。また、大学時代から世代別の代表に選ばれた25歳の志村雄彦が仙台に指名された。
- 滋賀の安成洙は日本国外初の指名選手となった。（それまでドラフト指名を受けた外国籍選手はすべて日本の学校で教育を受けている。）

### 2009年
- プロテクト基準値は東京・大阪→1人、仙台・福岡・沖縄・浜松→2人、新潟・埼玉・大分・富山・高松・滋賀→3人となった。
- 2009-10シーズンは京都1チームのみの新規参入であるため全体1位指名権は自動的に京都が得る。京都はさらに大分から金銭トレードにより1巡目指名権を獲得した。
- 大阪は呉屋貴教との交換トレードにより、福岡から仲西淳とともに福岡がプロテクト選手基準人数内に収める前提の1巡目指名権を獲得。
- 今回より「育成ドラフト」が新設される。
- 指名選手は新人6名・育成5名の計11名。新潟・仙台・東京・福岡・沖縄・浜松・大分は新人・育成通じて1人も指名せず。
- 指名選手11名中7名はJBL所属であった。
- なお、板倉令奈は滋賀に指名されたものの交渉の末正式契約に至らなかったため、優先交渉権が東京へトレードされ契約に至った。

### 2010年
- プロテクト基準値は浜松・大阪・沖縄→1人、新潟・東京→2人、仙台・福岡・埼玉・大分・富山・高松・滋賀・京都→3人となった。
- 新規参入についてはエクスパンション・ドラフトの結果、2名を指名した秋田は全体3位となったが、1巡目指名権を新潟にトレード。島根と宮崎はともに1名だったため抽選を行い、島根が全体1位となった。
- 大阪は波多野和也との交換トレードにより埼玉がプロテクト選手基準人数内に収める前提の1巡目指名権を獲得。また、滋賀は前述の板倉令奈の優先交渉権と交換で城宝匡史と東京が持つドラフト1巡目指名権を獲得した。
- 指名選手は新人7名・育成7名の計13名。埼玉・大分・滋賀・東京・福岡・沖縄・浜松は新人・育成通じて1人も指名せず。
- 育成ドラフトでは澤口誠が高卒日本人選手として初めてドラフト指名を受けた。

### 2011年
- プロテクト基準値は新潟・浜松・大阪・沖縄→1人、他球団→3人となった。
- 新規参入についてはエクスパンション・ドラフトの結果、横浜・岩手・長野・千葉となった。
- ドラフト会議に先立ち、高松の1巡目指名権は滋賀にトレードされた。
- 指名選手は新人12名・育成11名の計23名。富山、大分、埼玉、福岡は新人・育成通じて1人も指名せず。
- 前年度特例措置で島根に入団した日本代表の石崎巧もドラフト対象となり、改めて島根に指名された（契約には至らず）。現役日本代表のドラフト指名は史上初である。
- 今ドラフトの模様はUstreamで生中継された。

### 2012年
- 今回より1巡目の指名方式が大幅に変更された。
- アーリーエントリーを獲得した秋田・横浜・滋賀は1巡目指名権なし。
- 特例措置で沖縄に入団した並里成もドラフト対象となり、改めて沖縄に指名された。
- 大阪はドラフト2巡目で橋本拓哉を指名し、bjリーグ史上最年少指名となった。

### 2013年
- アーリーエントリーを採用した秋田・浜松はそれぞれ1・2巡目、沖縄は1巡目指名権なし。
- この年はJBLがbjから転籍の千葉などを加えた12チームによるNBLに移行された影響もあり、JBL所属選手が1人も指名されなかった。bjリーグドラフト史上初の出来事である。

## 問題点
1年目のドラフト会議こそ全球団がドラフト指名に参加していたが、2年目以降はドラフトで1人も指名しない球団が存在した。特に大分は2013年まで8年連続で指名が行われなかった。多くの球団が経営難ゆえにA契約（最低年俸300万円保障）を控えようとしていることと、毎年のようにエクスパンションが行われるため既存球団が上位指名できない状況が続いているのが大きいと見られるが、ドラフト不参加球団はNBAやプロ野球では基本的に起こりえないことであり、異常ともいえる状態となっていた。

## B.LEAGUE
2016年にbjリーグとNBLが統合して発足したB.LEAGUEでは、ドラフト制度は導入されていなかったが、2024年2月28日に、2026年から始まることになっている『B.LEAGUE PREMIER』の制度設計の発表の中で、ドラフト制度の採用も発表された。
このドラフトの指名対象選手として、「日本高校卒／海外高校卒／日本大学在学中／海外大学在学中／日本大学卒／海外大学卒」に定め、指名の方式もウェバー方式とするが、「順位＝指名順」ではなく、あらかじめ指名順の抽選を行う。
このドラフトは2026年以降開催されることになっていて、毎年1月に行われることになっている。これについては、高校と大学と共に集大成の大会の結果を反映しやすく、しかも、毎年9月1日から12月上旬という「早めの申請期間を設けることで、その期間中に進路の方向性を把握することが可能」だという。

## 関連語句
- ドラフト会議
- bjリーグドラフト指名選手一覧
- bjリーグ合同トライアウト
- ドラフト外入団